# ペンタゼニウム
ペンタゼニウム(Pentazenium)は、正電荷を持った多窒素化合物イオンで、化学式はN+
5である。窒素分子及びアジ化物イオンとともに、大量に得ることができる3つの窒素同素体のうちの1つである。

## 歴史
アメリカ空軍が1986年から進めていた高エネルギー密度物質探索プログラムの中で、多窒素化合物の系統的な探索は、エドワーズ空軍基地に置かれた空軍研究所が有毒なヒドラジン誘導体のロケット燃料に代わりうる燃料を求め始めた1998年に始まった。当時、空軍研究所の研究者であったカール・クリステは、提案された結合構造に基づき、N2F+とN−
3から生成できると考えられた5つの直鎖N+
5構造を選んで合成を試みた。
[F−N≡N]+ + HN=N=N → [N≡N−N=N=N]+ + HF
この反応ではN+
5AsF−
6が十分な量得られ、1999年にNMR、IR、ラマン分光で性質が調べられた。塩は爆発性が高いが、AsF5をより強いルイス酸であるSbF5に置き換えると、より安定なN+
5SbF−
6が得られ、衝撃耐性になり、また60-70℃まで熱的に安定になる。これにより扱いが容易になり、X線結晶構造解析が可能になる。

## 合成
乾燥フッ化水素中、-78℃でのN2F+とアジ化水素(HN3)の反応が、これまで知られている唯一の合成法である。
cis-N2F2 + SbF5 → [N2F]+[SbF6]−
[N2F]+[SbF6]− + HN3 → [N5]+[SbF6]− + HF

## 化学
N+
5は、水、一酸化窒素、二酸化窒素、臭素は酸化できるが、塩素、酸素は酸化できない。電子親和力は10.44 eVである。このためN+
5は、乾燥環境中で扱う必要がある。
4N+
5AsF−
6 + H2O → 4HF + 4AsF5 + 10N2 + O2
2N+
5SbF−
6 + 2Br2 → 2Br+
2SbF−
6 + 5N2
フルオロアンチモン酸塩の安定性のため、非水溶媒での複分解反応で生成する既知の全ての塩の前駆体となる。
2N+
5SbF−
6 + A+B− → N+
5B− + ASbF6
N+
5の最も安定な塩であるN+
5SbF−
6、N+
5SbF−
5、N5B(CF3)4は、50-60℃に過熱すると分解するが、得ることが可能な最も不安定な塩であるN+
5[P(N3)−
6]、N+
5[B(N3)−
4]は、衝撃や温度に対して非常に感受性が高く、0.5 mmolの薄さの溶液でも爆発する。フッ化物塩、アジ化物塩、硝酸塩、過塩素酸塩等の塩は、生成できない。

## 構造と結合
原子価結合法では、ペンタゼニウムは、6共鳴構造として記述される。
[N≡N+−N−−N+≡N]+  [N−=N+=N−N+≡N]+  [N≡N+−N=N+=N−]+  [N+=N−N−−N=N+]+  [N+=N−N−−N+≡N]+  [N≡N+−N−−N=N+]+
ab initioの計算でも、実験的なX線構造でも、このカチオンは平面対称構造で、ほぼV字型をしており、中央原子の結合角(N2–N3–N4)は111°、2つめと4つめの原子の結合角(N1–N2–N3とN3–N4–N5)は168°である。N1とN2、N4とN5の間の結合長は1.10Å、N2とN3、N3とN4の間の結合長は1.30Åである。